# Werner Paeckelmann
Werner Paeckelmann (* 23. Februar 1890 in Elberfeld (heute zu Wuppertal); † 3. April 1952 in Waldheim) war ein deutscher Geologe und Paläontologe.

## Leben
Werner Paeckelmann wurde als sechstes Kind des Oberlehrers Hermann Paeckelmann in Elberfeld (heute Wuppertal) geboren. Der Vater verstarb, als Paeckelmann zehn Jahre alt war. Sein Interesse für die Geologie wurde von seinen Lehrern Waldschmidt und Schmidt, Vater von Hermann Schmidt, mit dem ihn eine lebenslange Freundschaft verbinden sollte, geweckt.
Im Jahr 1909 begann er mit einem Studium der Geologie an der Universität in Marburg. :549 Ein Semester verbrachte Paeckelmann in den Schweizer und Französischen Alpen. Im Jahr 1913 promovierte er bei Emanuel Kayser in Marburg mit einer Arbeit über das Oberdevon des Bergischen Landes, die aufgrund ihrer Qualität als Heft 70 der Abhandlungen der Geologischen Landesanstalt veröffentlicht wurde. In der Promotionsarbeit beschrieb 310 Fossilien, davon Erstbeschreibungen von 20 Arten. Im Frühjahr 1914 legte er das Erste Staatsexamen für den höheren Schuldienst ab.

### Arbeit an der Preußischen Geologischen Landesanstalt

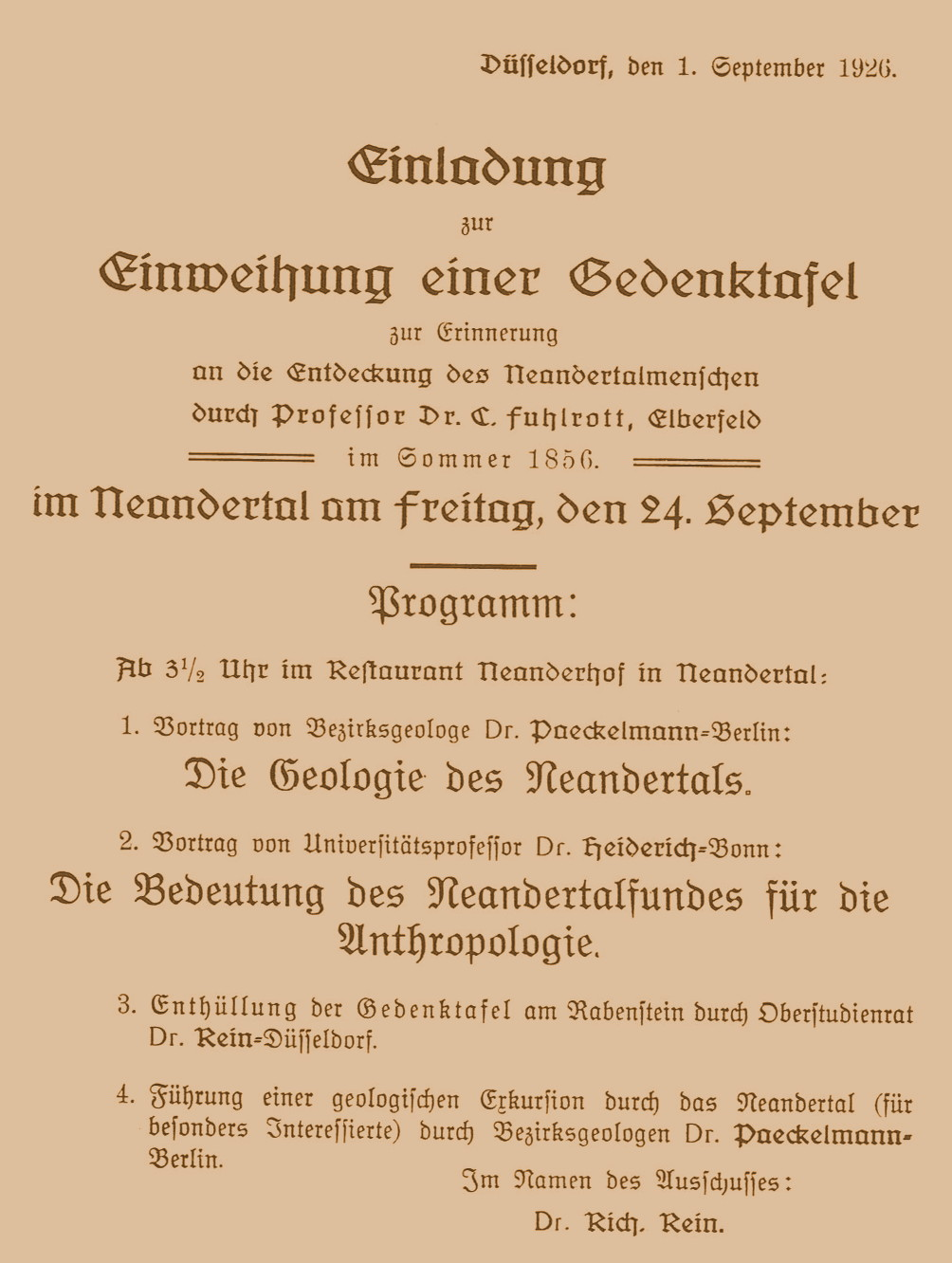
Einladung zur Enthüllung der Fuhlrott-Gedenktafel

Unmittelbar nach seiner Promotion wurde er am 1. April 1913 „auf Probe“ zusammen mit Wilhelm Kegel bei der Preußischen Geologischen Landesanstalt eingestellt. Zunächst kartierte er mit Kayser zusammen die Meßtischblätter Marburg und Niederwalgern. Im Jahr 1914 trat er der Deutschen Geologischen Gesellschaft bei.
Im Ersten Weltkrieg war er aufgrund einer Verletzung aus der Kindheit als Kraftfahrer eingesetzt. Im Jahr 1918 leitete er als Offizier eine Kraftfahreinheit in Kleinasien und der Dobrudscha. Seine dort gemachten Beobachtungen und späteren Reisen in dieses Gebiet führten zu einer Reihe von Publikationen über die Geologie, Paläontologie und Petrografie von Konstantinopel und der Dobrudscha.
In den Jahren 1920 bis 1930 kartierte er im Bergischen Land die Messtischblätter Elberfeld, Barmen, Velbert, Hattingen und Mettmann. Seine Erfahrungen mit den Fossilien des Unterkarbons fasste er in dem fünfteiligen Werk „Die Fauna des deutschen Unterkarbons“ zusammen. Sein Zweites Geologisches Staatsexamen legte Paeckelmann im Jahr 1922 ab. Im folgenden Jahr gehörte er zu den Mitbegründern der Gesellschaft für Höhlenforschung und Höhlenkunde. Im Jahr 1924 verfasste er zusammen mit dem Barmer Lehrer Karl Hamacher das „Geologische Wanderbuch für den bergischen Industriebezirk“. Im gleichen Jahr wurde er zum Bezirksgeologen ernannt. Anlässlich der Ehrung von Johann Carl Fuhlrott hielt Paeckelmann 1926 den Festvortrag über die Geologie des Neandertals. Im Jahr 1925 begann Paeckelmann seine Kartierungen im östlichen Sauerland im Umfeld des Ostsauerländer Hauptsattels. 1936 wurden sechs Messtischblätter – Adorf, Alme, Madfeld, Marsberg, Mengeringhausen und Brilon – veröffentlicht.:550 Im Jahr 1930 wurde Werner Paeckelmann zum Professor ernannt. Eine schwere, langwierige Krankheit, einhergehend mit anhaltenden Lähmungen führten im Jahr 1933 zu einer längeren Unterbrechung seiner beruflichen Tätigkeit.

### Wirken während des Nationalsozialismus
In den ersten Jahren der nationalsozialistischen Herrschaft setzte Paeckelmann seine Geländetätigkeit vorerst noch fort. Im Jahr 1937 war er maßgeblich an der Auswahl der Lokalität zur Festlegung der Silur-Devon-Grenze im Ebbe-Sattel beteiligt.
Nach Auflösung der Preußischen Geologischen Landesanstalt im Jahr 1939 und Überführung in die Reichsstelle für Bodenforschung, dem späteren Reichsamt für Bodenforschung, war Paeckelmann als Regierungsgeologe tätig. Nach Ausbruch des Zweiten Weltkrieges und der Besetzung Polens übernahm Paeckelmann zunächst im Auftrag der Reichsstelle für Bodenforschung die Polnische Geologische Landesuntersuchung und bewertete unter anderem gutachterlich die dortigen Rohstoffvorkommen.
Seine Arbeitsschwerpunkte verlagerten sich zunehmend von der geologischen Landesaufnahme zur Gutachtertätigkeit. Neben Gutachten zur Grundwassergewinnung, für den Talsperren- und Autobahnbau, beschäftigte er sich im Rahmen der Bestrebungen der Nationalsozialisten um Rohstoffautarkie zunehmend mit Fragen der Lagerstättengenese und Rohstoffvorratsberechnungen. So begutachtete er unter anderem die Buntmetalllagerstätten in Ramsbeck, die Kupfererzvorkommen von Marsberg, die Eisenerzvorkommen in Brilon und Warstein sowie die Goldvorkommen bei Korbach. Das letzte Rohstoffgutachten – zur Ergiebigkeit der Coelestinvorkommen bei Giershagen – datiert auf den Mai 1945. Die letzten größeren wissenschaftlichen Arbeiten Paeckelmanns über die Merkmale devonischer Spiriferiden veröffentlichte er im Jahr 1944.:551
Nach dem Ende der nationalsozialistischen Herrschaft begann Paeckelmann mit einigen in Berlin verbliebenen Geologen des ehemaligen Reichsamtes für Bodenforschung den Wiederaufbau des Berliner Amtes. Bis zu seiner Verhaftung war Paeckelmann nach dem Krieg stellvertretender Vorsitzender der Deutschen Geologischen Gesellschaft und wesentlich daran beteiligt, dass die Arbeit und die Publikationstätigkeit in einem bescheidenen Umfang sofort nach dem Krieg fortgesetzt wurde. Im November 1946 wurden alle ehemaligen Reichsamtsgeologen entlassen.:143

### Verhaftung und Tod
Am 27. Dezember 1946 wurde Werner Paeckelmann in Ost-Berlin verhaftet und im ehemaligen KZ Sachsenhausen interniert. Sein Kollege Wilhelm Haack wurde kurze Zeit später ebenfalls verhaftet. Anfang 1950 wurde er in das Zuchthaus Waldheim überstellt und angeklagt. Der Inhalt der Anklage und die Urteilsbegründung sind nicht bekanntgeworden. Das Gericht verurteilte Paeckelmann zu 15 Jahren Zuchthaus in Waldheim, wo er am 3. April 1952 an der Folge einer Grippeerkrankung verstarb. Sein Grab ist unbekannt.:551f.:143

## Kartiereinheiten
Auf Werner Paeckelmann gehen – basierend auf seine umfangreiche Geländeerfahrung – eine Reihe von geologischen Kartiereinheiten im Devon zurück, die er als Erster beschrieben hat: Schwelmer, Eskesberger und Dorper Kalk sowie Velberter, Mergelberger und Adorfer Schichten.:140 Insbesondere seine Faziesgliederung der mittel- und oberdevonischen Riffkalkkomplexe fand in der Folgezeit im Rhenohercynikum weite Verbreitung und wurde zum Standard der Gliederung der Riffkalkentwicklung.

## Privates
Im Jahr 1920 heiratete Paeckelmann Hanna Döring, die Nichte des Abteilungsdirektors der Preußischen Geologischen Landesanstalt Henry Schröder. Mit ihr hatte er drei Kinder, von denen nur der älteste Sohn den Zweiten Weltkrieg überlebte. Seine Frau starb kurz nach seiner Verhaftung.:142

## Trivia

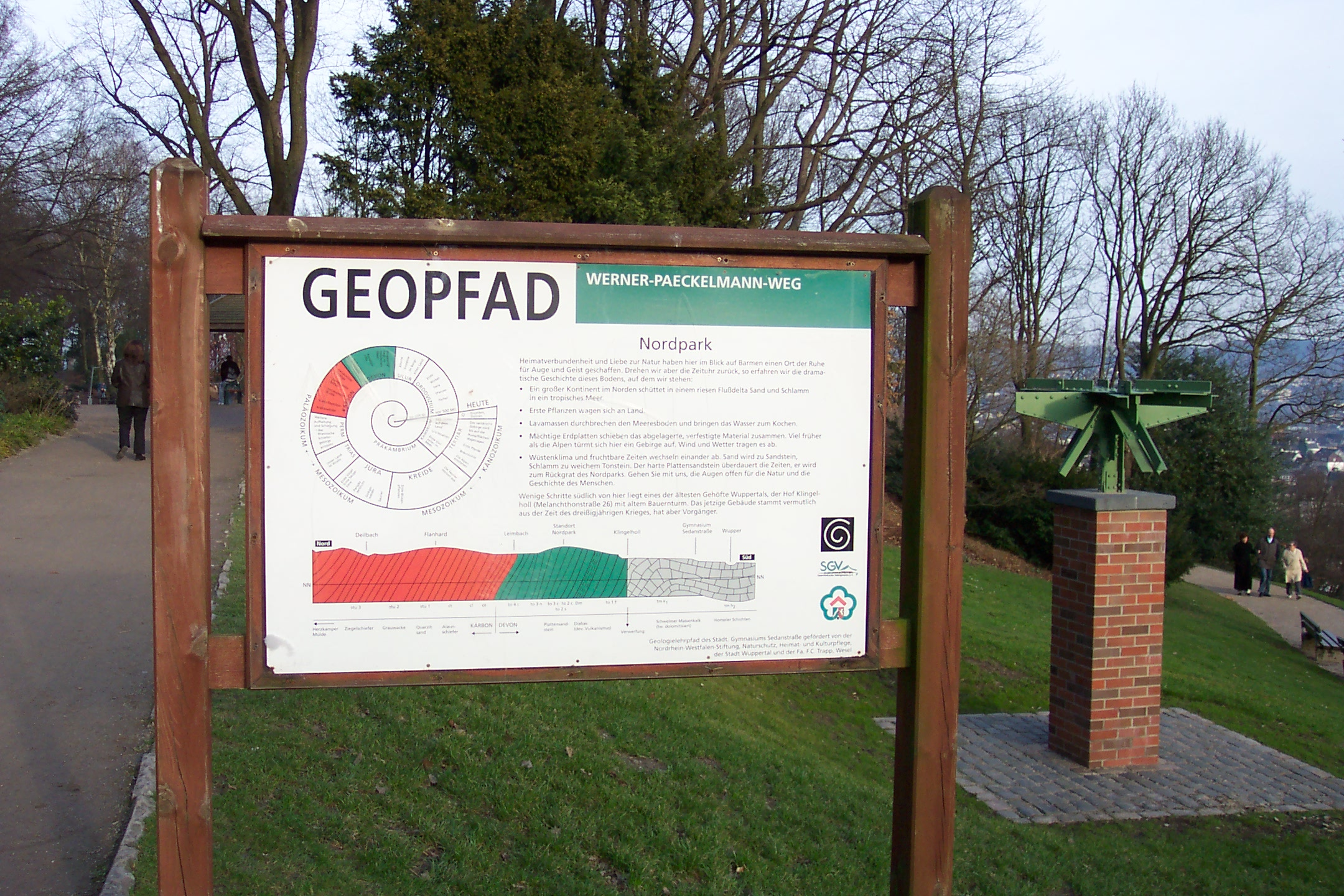
Werner-Paeckelmann-Weg im Nordpark von Wuppertal

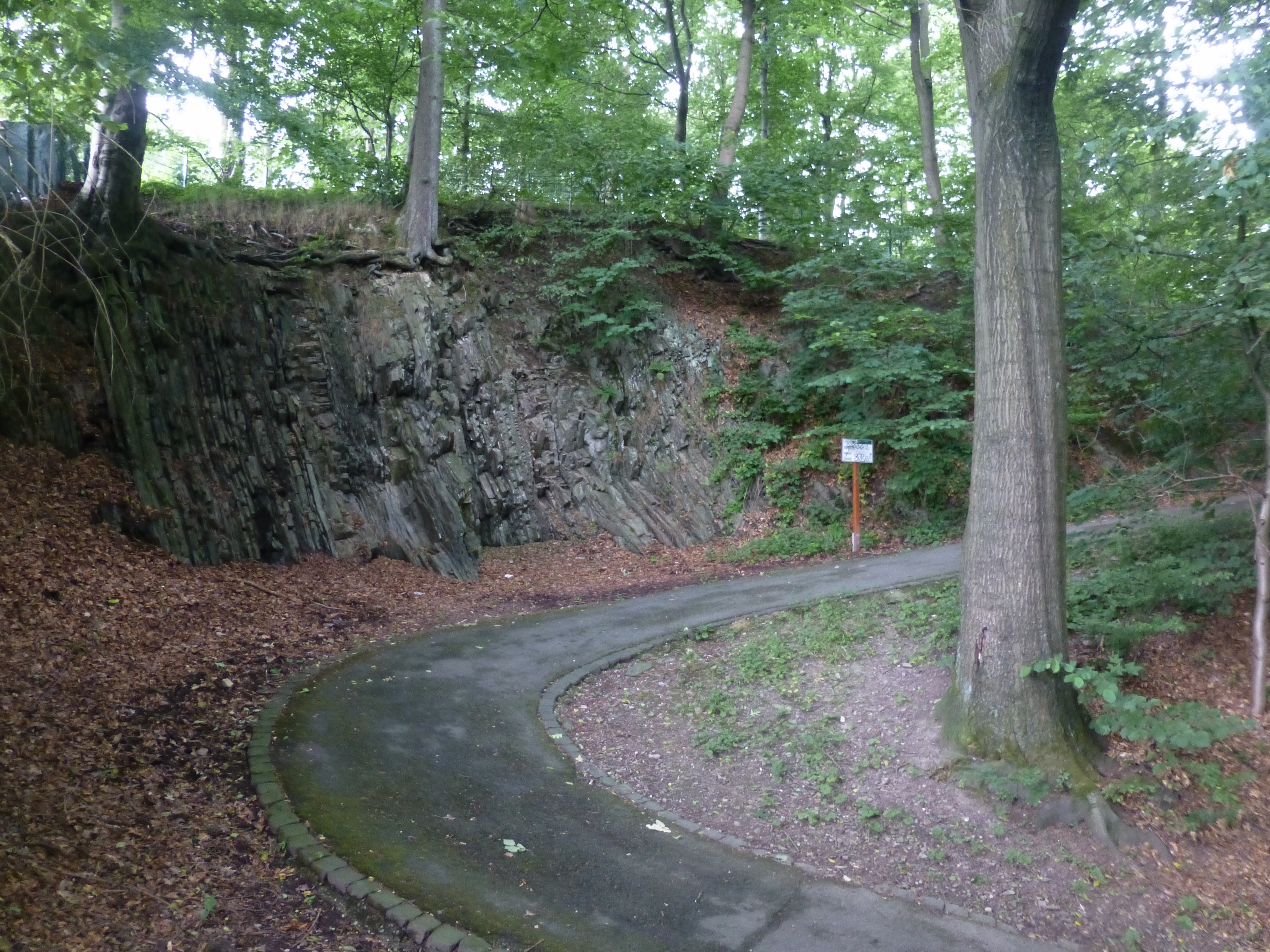
Plattensandstein-Aufschluss am Werner-Paeckelmann-Weg

Eine Arbeitsgruppe des Wuppertaler Gymnasiums Sedanstraße hat im Jahr 2007 mit Unterstützung der Nordrhein-Westfalen-Stiftung Naturschutz, Heimat- und Kulturpflege einen Geologischen Lehrpfad durch Wuppertal-Barmen angelegt, der den Namen „Werner-Paeckelmann-Weg“ trägt.

## Ausgewählte Werke
Während seiner Tätigkeit im Geologischen Staatsdienst legte Werner Paeckelmann insgesamt 19 Geologische Messtischblätter, 57 Veröffentlichungen sowie 183 Gutachten und Berichte als Haupt- bzw. Mitautor vor. Daneben fertigte er 1926 die Geologisch-tektonische Übersichtskarte des Rheinischen Schiefergebirges im Maßstab 1:200.000 an.
- Das Oberdevon des Bergischen Landes. Abh. kgl. preuß. geol. L.-Anst., Neue Folge 70, Berlin 1913, 356 S. (Dissertation)
- Der mitteldevonische Massenkalk des Bergischen Landes. Abh. kgl. preuß. L.-Anst. Neue Folge 91, Berlin 1922, 112 S.
- Der geologische Bau des Gebietes zwischen Bredelar, Marsberg und Adorf am Nordostrande des Rheinischen Schiefergebirges. Jb. preuß. geol. L.-Anst., 49, Berlin 1928, S. 370–412.
- Über Beziehung zwischen Fazies und Tektonik im Devon des Sauerlandes. Z. dt geol. Ges., 82, Berlin 1930, S. 590–598.
- Das Kupfererzvorkommen von Stadtberge in Westfalen. Glückauf, Band 66, Essen 1930, S. 1096–1105.
- Die Rumpffläche des nordöstlichen Sauerlandes. Jb. preuß. geol. L.-Anst., 52, Berlin 1931, S. 472–519.
- Erläuterungen zu Blatt 4618 Adorf. Geol. Kt. Preußen u. benachb. dt. Länder 1:25 000, Berlin 1936, 66 S.
- Der geologische Bau und die Lagerstätten des Ramsbecker Erzbezirks. Berlin 1937
- Die Rumpffläche des nordöstlichen Sauerlandes. Jb. preuß. geol. L.-Anst., 52, Berlin 1932, S. 472–519
- Die Flinzschiefer des Bergischen Landes und ihre Beziehungen zum Massenkalk. Decheniana, 101, Bonn 1942, S. 108–116
- Gutachten über die Versorgung der Gemeinde Bredelar mit Trinkwasser aus dem Stollen der Grube Charlottenzug, Berlin 1930, 6 S.
- Bericht über das Cölestin-Vorkommen bei Giershagen, Berlin 8. Mai 1945, 5 S.
- mit Fritz Kühne: Erläuterungen zu Blatt 4518 Madfeld. - Geol. Kt. Preußen u. benachb. dt. Länder 1:25.000, Berlin 1936, 79 S.
- mit Fritz Behrend: Der geologische Bau und die Lagerstätten des Ramsbecker Erzbezirkes, Archiv für Lagerstättenforschung 64, Berlin 1937